# Ngemplakrejo (Purworejo)
Ngemplakrejo is een bestuurslaag in het regentschap Pasuruan van de provincie Oost-Java, Indonesië. Ngemplakrejo telt 6843 inwoners (volkstelling 2010).